# CHASE (L'Arc〜en〜Cielの曲)
「CHASE」（チェイス）は、日本のロックバンド、L'Arc〜en〜Cielの39作目のシングル。表題曲は2011年12月14日に配信発売。フィジカルは2011年12月21日発売。発売元はKi/oon Records。

## 概要
前作「X X X」以来約2ヶ月ぶりとなるシングルリリースで、L'Arc〜en〜Cielの2011年第3弾シングルとして発表された作品。なお、本作は2012年2月に発売された12thアルバム『BUTTERFLY』の先行シングルとなっている。
本作の表題曲「CHASE」は、2011年12月21日に公開された瑛太主演のワーナー・ブラザース映画配給映画『ワイルド7』の主題歌に使用されている。L'Arc〜en〜Cielが実写映画のテーマソングに楽曲を提供するのは、2000年1月に発表した「finale」以来約11年11か月ぶりのこととなった。ちなみにこの曲は、バンド結成20周年を記念し、2011年9月より開催したライヴツアー「20th L'Anniversary TOUR」の日本ガイシホール公演で先行披露されている。（詳細は楽曲解説の項目を参照）
また、カップリング曲には、＜L'Arc〜en〜Cielの過去の楽曲をアコースティック・アレンジする企画＞の一環で制作された「My Dear -L'Acoustic version-」などが収録されている。

## リリース

### リリースプロモーション
本作のリリースプロモーションとして、2011年11月9日から同年11月15日までの1週間限定で、YouTubeにて表題曲のミュージック・ビデオのフルサイズが無料公開されている。また、2011年11月30日に日本テレビ系列で放送された音楽番組『日テレ系音楽の祭典 ベストアーティスト2011』に出演し、表題曲をテレビ初披露している。さらに、L'Arc〜en〜Cielは2011年12月31日に放送された『第62回NHK紅白歌合戦』に2年連続通算5度目の出場を果たしており、同番組でこの曲を披露している。

### リリース形態
フィジカル発売1週間前となる2011年12月14日に、各種音楽配信サイトにおいて表題曲「CHASE」のダウンロード先行配信が開始されている。なお、L'Arc〜en〜Cielのシングル表題曲が、CD発売に先駆けデジタルリリースされるのは、前々作「GOOD LUCK MY WAY」以来2作ぶりのことととなる。
表題曲「CHASE」の先行配信から1週間後となる2011年12月21日に、初回生産限定盤（CD＋DVD）と通常盤（CD）の2形態でフィジカルが発売された。ジャケットのアートディレクションは菊池元淑（LOKI）が、アートワークはイラストレーターの長谷亮平が担当している。また、初回盤には「CHASE」のミュージック・ビデオを収録したDVDが付属している。さらに、初回生産限定盤と通常盤（初回仕様限定）には「ニューアルバム完成の瞬間にメンバーと一緒に立ち会えちゃうアクセスコード」が封入されている。このアクセスコードは、2011年12月26日に行われた『BUTTERFLY』のマスタリング音源最終チェック現場の模様を視聴するためのコードで、指定の日時に動画共有サービスのUstreamにてアクセスコードを入力することにより、マスタリングの模様を視聴することができるものになっている。

## ミュージックビデオ
表題曲「CHASE」のミュージック・ビデオは、東弘明がディレクターを務めた作品となっている。撮影では、7台のプロジェクターを使ったプロジェクションマッピングを駆使し、『旧約聖書』における「天地創造」をテーマとした映像が球体や壁面、メンバーに投影されている。
また、この映像にはkenのアイデアが活かされている。この映像のコンセプトについて、kenは「白と黒でハイパーな感じを出したいなっていうのが、最初にあったんですね。デジタルとかハイパーなイメージっていうと、どうしても白黒じゃなくなっていくと思うんですけど、それを白黒で表現したいなっていうのが最初」と述べており、映像ではCGを使わず撮影が行われている。
このミュージック・ビデオは、本作の初回生産限定盤に付属するDVDに初収録されている。また、2019年12月11日には公式YouTubeアーティストチャンネルにおいて、YouTube Music Premium限定で映像の有料公開が開始されている。前述のYouTubeチャンネルでの有料公開開始から約2年5ヶ月後となる2022年5月13日には、同サイトで映像の無料公開が開始されている。

## 収録曲
| #         | タイトル                                            | 作詞      | 作曲      | 編曲                          | 時間  |
| --------- | --------------------------------------------------- | --------- | --------- | ----------------------------- | ----- |
| 1.        | 「CHASE」                                           | hyde      | ken, hyde | L'Arc〜en〜Ciel, Hajime Okano | 4:30  |
| 2.        | 「My Dear -L'Acoustic version-」                    | hyde      | hyde      | Produced by ken               | 5:19  |
| 3.        | 「CHASE (hydeless version)」                        |           | ken, hyde | L'Arc〜en〜Ciel, Hajime Okano | 4:30  |
| 4.        | 「My Dear -L'Acoustic version- (hydeless version)」 |           | hyde      | Produced by ken               | 5:15  |
| 合計時間: | 合計時間:                                           | 合計時間: | 合計時間: | 合計時間:                     | 19:34 |

## 楽曲解説
1. CHASE
  - 作詞: hyde / 作曲: ken, hyde / 編曲: L'Arc〜en〜Ciel & Hajime Okano

シンセサイザーを多用した近未来的なイメージをもたらすサウンドと、激しくもポップなメロディが融合されたダンサンブルなロック・ナンバー[8]。この曲の原型は、作曲者のken曰く「サビのシンセのリフみたいのが思い付いて、そこから作り出した[9]」という。この原型を基にL'Arc〜en〜Cielでレコーディングすることになったが、kenは「もうちょっとヤンチャなところがあったらもっといいのにな[9]」と思っていたといい、打ち込み作業に長けたyukihiroと制作の方向性を話し合ったという。このタイミングで映画『ワイルド7』への楽曲提供の話があり、映画に合う曲としてこの曲の原型が選ばれている。
映画の主題歌にこの曲を提供するにあたり、kenが制作した原曲が選ばれたが、映画のラッシュフィルムを見たhydeの「もっとワイルドにしたい」という意向から、hydeがAメロ、Bメロを作り直すこととなった[10]。また、Cメロの前半はkenが作曲した部分を採用しているが、後半部分はhydeが作り直している。これにより、L'Arc〜en〜Cielの楽曲としては「New World」（作曲：yukihiro & hyde）以来の合作、kenとhydeでは初の合作クレジットとなった。kenは、この曲の制作を振り返り「（『BUTTERFLY』制作のための）二回目の選曲会の時に、この曲もレコーディングしようということが決まって。その時点で、曲にもうちょっとヤンチャなところがあったらもっといいのにな、って俺自身は思っていて。そうしたらyukihiroが、"こういうのもあるよね、こういうのもあるよね"っていう話をしてくれたんです。その段階で、映画『ワイルド7』のタイアップの話がきたんですよ。映画のラッシュを観せてもらって、"じゃあ、この曲をもうちょっとこういうふうにしたいよね"みたいな、"このままじゃなくて"っていう話がhydeから出たのかな。曲がメンバーの気持ちいいかたちに到達してないんだったら、自分的には、それはそうしたいと。自分でも、もっとヤンチャにしたいっていうこともあったから、じゃあ、みんなでいろいろできたらなっていうことで、スタートしたんですよね。そこからhydeに、ヤンチャっていう話をしたかどうかは覚えてないんですけど、映画から受けた印象もあったのか、hydeから出てくるアイデアが、ワイルドな方向だった[9]」と述懐している。なお、この曲にはkenが弾いたギターが3トラック入っている[11]。この曲のギタープレイについて、kenは「ギターは全部で3トラック入っているんですけど、バッキングはほぼ1トラックで弾ききってますね。パワーコードをどれだけ歯切れよく弾くかがポイントっていう感じです。サビはほぼ白玉なので、スライドを入れて勢いを増すように弾きました[11]」と述べている。なお、kenはこの曲で、ローチューニング仕様にした際でも適度なテンションが得られることから、「dragonfly Custom Model」も弾いている[12]。
また、この曲には、yukihiroが自宅から持参したアナログ・シンセサイザー、Nord rack 3で鳴らした音色が採り入れられている他[13]、イントロのギターリフではtetsuyaの案が採用されるなど[10]、アレンジにおいてメンバーの意見が多く反映されている。この曲の制作を振り返り、tetsuyaは「kenのデモを基にhydeを中心に4人で意見を出し合って作っていった感じなんですけど、そういう作り方をしたのは「DRINK IT DOWN」以来でしたね。「X X X」もある意味そうでしたけど、今回はさらにみんなで作った感じ。作曲クレジットもken／hydeになっています[9]」と述べている。
この曲のリズムは、Aメロのボトムの効いた8ビートと、サビの4つ打ちを軸とした16ビートの2つのパターンが入り混じった展開となっている[14]。この曲のドラムパターンについて、yukihiroは「Aメロが8分で、サビの前半が16分の刻みになって、後半で16分の部分がなくなってオープンだけが残るパターンですね[15]」「イントロで16のシーケンスが流れてるんですけど、その16分の4つ打ちの感じをサビまで取っておこうというのは考えていました。（中略）パターンは8ビートなんですけど、16の場所にキックが入っているので、それで統一感を感じるのかもしれないですね[14]」と述べている。なお、yukihiroは、この曲を4つ打ちだけのリズムにする気はなかったようで、「最初は全編4分打ちだったんですけど、別のパターンも試してみたくて、けっきょくサビのパートだけ4分打ちになりました。こういう曲調でドラムが4分打ちっていうは、すごくわかりやすいし、ハマらないわけはないんですけど、そこを外してロックバンドのやるダンスミュージックになればいいなと思いました[13]」「ああいうシンセのシーケンスから始まったら16ビートが浮かぶと思うんですけど、それに対してのリズムは8ビートでもカッコいいって思っていて。ロックバンドとダンスミュージックを融合させようとした時に、テクノの4分打ちにはやっぱり勝てない部分があると思うので。ロックのアプローチとして4分打ちにしなくてもカッコいい、ダンスミュージック的なビートが作れるんじゃないかなとは思ってます[13]」と語っている。
さらに、この曲ではシンセベースと生のベース音の共存も一つのテーマとなっている。この曲のベースプレイについて、tetsuyaは「シンベが最初から最後まで貫いている中で、どういうふうに生ベースと共存させるか、ということを考える必要があって。ミックスも難しかったですね。ちゃんとしたオーディオで聴かないと、生ベースは聴き取れないかもしれないですけど。ただ、Bメロは1小節ずつコードが変わったり、サビの頭もギターは1小節ずつ動いているんですよ。でも、サビ部分のベースは動かないように、分数コードを活かすかたちを提案しました。サビにいってからもベースのコードが変わると、どっしりした感じが出ないと思ったんですよ。その提案にkenからOKが出たので（笑）、ベースはステイして、後半のサビを繰り返すところでだけ動いています[9]」と語っている。
歌詞について、作詞を手掛けたhydeは「映画『ワイルド7』にバイクで獲物を追跡するイメージ、狙うイメージがあったので、それを自分の中にあった、首都高を走るイメージと混ぜていった感じ[9]」と述べている。また、歌詞には＜手の鳴る方へ＞、＜let's play tag!＞といった、鬼ごっこを意図したフレーズが入っているが[9]、これについてhydeは「もともとクールな歌詞だったと思うんだけど、そこにちょっと三枚目っぽさ…キャッチーさを入れた[9]」と語っている。さらに、歌詞の中には前述のイメージをストレートに綴った＜onigokko＞というフレーズも登場している[9]。なお、英詞の女性コーラス部分は、シンガーソングライターの衛藤利恵が担当している。
ちなみに、フィジカル発売翌年の2012年5月23日には、この曲の全英語詞バージョンとなる「CHASE -English version-」が配信限定でリリースされている（詳細は配信限定楽曲参照）。
2. My Dear -L'Acoustic version-
  - 作詞・作曲: hyde / 編曲: ken & HAL-Oh Togashi / プロデュース: ken

10thアルバム『AWAKE』の収録曲「My Dear」のアコースティックバージョン。
今回のアコースティックアレンジは、曲前半ではアコースティックピアノ主体のアレンジとなっているが、2サビが終わると一転し、ギターを含めたバンドサウンドが入る構成になっている。アレンジ作業を振り返り、プロデュースを担当したkenは「この曲は最初、hydeがピアノでデモを作ってたんじゃないかな。それで、のちにチェンバロかなんかに変わったんですけど。今一度ピアノにして、より静けさと広さを感じたいなと。あとは暴力的なところを感じたいなと思って。そういう方向にいくようにアコースティックアレンジしましたね[7]」と述べている。
また、yukihiroは、普段のレコーディングで22インチのバスドラムを基本的に使用しているが、kenと共同で編曲を担当した富樫春生のオーダーにより、この曲のドラム録りでは26インチのバスドラムでキックを踏んでいる[13]。さらに、曲の雰囲気に合わせるため、hydeがボーカルを録り直している[16]。

## タイアップ
CHASE
- ワーナー・ブラザース映画配給映画『ワイルド7』主題歌

## 参加ミュージシャン
- hyde：Vocal
- ken：Guitar
- tetsuya：Bass
- yukihiro：Drum
- CHASE
  - ken：Keyboards, Programming
  - hyde：Keyboards, Programming
  - yukihiro：Keyboards, Programming
  - 斎藤仁：Manipulate
  - 衛藤利恵：Backing Vocal
- My Dear -L'Acoustic version-
  - 富樫春生：Acoustic Piano, Organ

## 初回生産限定盤付属DVD
1. CHASE -Music Clip-
ディレクター：東弘明[17]

## 配信限定楽曲
CHASE -English version-
CDシングルの表題曲「CHASE」の全英語詞バージョンで、「I Love Rock'n Roll」以来となる配信楽曲。2012年5月23日から配信開始。
2012年に開催した海外ライヴツアー「WORLD TOUR 2012」およびライヴハウス公演「一夜限りのL'Arc〜en〜Ciel Premium Night」では、このバージョンが演奏されている。
また、2012年3月3日発売の海外版ベストアルバム『WORLD'S BEST SELECTION』にこの曲が収録されており、この作品で初CD化となった。

## 収録アルバム
オリジナルアルバム
- 『BUTTERFLY』 (#1)

ベストアルバム
- 『WORLD'S BEST SELECTION』 (#1,全英語詞バージョン)